# Brce
Brce so gručasto naselje v Občini Ilirska Bistrica. Ležijo na slemenu na severovzhodnem robu Brkinov (Breg, 535 m), nad dolino potoka Posrtve.
Ob vasi so na zložnejšem delu slemena njive in travniki, pod njimi pa predvsem hrastovi gozdovi. V dolini Posrtve je bil mlin pri Bubcu, danes se tu nahaja ribogojnica. 
V naselju je cerkev sv. Duha.